# 元契
元契（？—590年），河南郡洛阳县（今河南省洛阳市东）人，北周、隋朝官员。

## 生平
北周武成年间，信州蛮族反叛，州中派出军队讨伐平定。很快蛮族冉令贤、向五子王等人又攻克白帝城，杀死开府杨长华，于是蛮族相继作乱。北周朝廷先后派遣开府仪同三司元契、赵刚等人率领军队讨伐，虽然杀死不少蛮族，但是蛮族首领没有被杀。
当初突厥阿波可汗与沙钵略可汗不和，突厥一分为二，阿波可汗实力强大，控制范围东起都斤，西越金山，龟兹、铁勒、伊吾以及西域的胡人都归附于阿波可汗，号西突厥，开皇五年五月甲申（585年7月1日），隋文帝杨坚派遣上大将军元契出使阿波可汗，以安抚他。
开皇九年（589年），隋朝进攻南陈，当时萧瓛、萧岩占据三吴，率领军队自守，隋朝右卫大将军宇文述率领行军总管元契、张默言等人前往讨伐，水上陆上同时进兵。
开皇十年（590年）十一月，浙江高智慧自号东扬州刺史起兵反叛，当时吴州总管五原公元契镇守会稽，因为高智慧兵力强大向他投降，高智慧将元契部下全部屠杀，元契自杀。